# Mario De Sotgiu
Mario De Sotgiu (Ghilarza, 24 aprile 1935 – Cagliari, 15 novembre 2008) è stato un politico italiano, sindaco di Cagliari dall'8 aprile 1979 al 15 ottobre 1980.

## Biografia
Dopo essersi laureato in farmacia, scende in politica nelle file della Democrazia Cristiana, prima come consigliere e assessore comunale di Cagliari, poi come sindaco della stessa città.
Il 27 gennaio 2011 gli è stata intitolata una via a Cagliari, nel quartiere Sant'Avendrace-Santa Gilla.